# Liturgický jazyk
Liturgickým jazykem se nazývá jazyk, v němž jsou nebo byly konány náboženské obřady. Tento jazyk se může též zcela odlišovat od jazyka používaného v běžném životě či v nekultické náboženské praxi. V římskokatolické církvi je liturgickým jazykem latina, přestože po 2. vatikánském koncilu byla většinou nahrazena národními jazyky. V církvích byzantské tradice je liturgickým jazykem vedle řečtiny také církevní slovanština, a to zásluhou svatých Cyrila a Metoděje.
Dalšími příklady liturgických jazyků jsou hebrejština v židovství, v islámu koránská arabština či sanskrt a páli v buddhismu.